# Canistrum flavipetalum
Canistrum flavipetalum är en gräsväxtart som beskrevs av Maria das Graças Lapa Wanderley. Canistrum flavipetalum ingår i släktet Canistrum och familjen Bromeliaceae. Inga underarter finns listade i Catalogue of Life.